# Mezinárodní úmluva o ochraně práv všech migrujících pracovníků a členů jejich rodin
Úmluva OSN o ochraně práv všech migrujících pracovníků a členů jejich rodin (The International Convention on the Protection of the Rights of All Migrant Workers and Members of Their Families) je jedna z lidskoprávních úmluv OSN. Zaručuje ochranu migrujících pracovníků a jejich rodinných příslušníků. Byla podepsána 18. prosince 1990 a vstoupila v platnost 1. července 2003 poté, co bylo v březnu 2003 dosaženo hranice 20 signatářů. Česká republika smlouvu dosud neratifikovala. Neratifikoval ji ani žádný další členský stát Evropské unie.

## Kontext vzniku
Hlavními hnacími silami v prvních fázích přípravných prací byly Mexiko a Maroko, zdrojové země pracovní migrace, kterých cílem byla ochrana prav jejich občanů pracujících v zahraničí. Jejich kroky vedly k přijetí rezoluce Valného shromáždění č. 34/172 z roku 1979, která následně vedla k ustavení otevřené pracovní skupiny, jež měla v průběhu následujícího desetiletí vypracovat návrh Úmluvy. Zatímco pro zdrojové země byla Úmluva na začátku nástrojem ochrany občanů pracujících v zahraničí, pro cílové země migrace byla spíše nástrojem, který měl přispět k redukci nelegálního zaměstnávání cizinců.

## Pojem migrující pracovník
Podle čl. 2 úmluvy pojem „migrující pracovník“ (migrant worker) označuje osobu, která má vykonávat, vykonává nebo vykonávala výdělečnou činnost ve státě, jehož není státním příslušníkem. Vztahuje se takto na osoby v různých fázích migračního procesu. Podrobně specifikuje různé další kategorie migrujících pracovníků (např. příhraniční pracovníci, vyslaní na projekt pracující pracovníci, sezónní pracovníci). Vztahuje se i na osoby pracující v šedé ekonomice či osoby, které v cílové zemí pracovaly legálně, ale o své postavení z nějakého důvodů přišly. Úmluva děli migrující pracovníky podle následujících definic:
- frontier worker označující migrujícího pracovníka, který si ponechává své obvyklé bydliště v sousedním státě, kam se běžně vrací každý den nebo alespoň jednou týdně;
- seasonal worker označující migrujícího pracovníka, jehož práce je svým charakterem závislá na sezónních podmínkách a je vykonávána pouze po část roku;
- seafarer, který zahrnuje námořníky a rybáře, odkazuje na migrujícího pracovníka zaměstnaného na palubě plavidla registrovaného ve státě, jehož není státním příslušníkem;
- worker on an offshore installation označuje migrujícího pracovníka zaměstnaného na zařízeních na moři, které spadají pod jurisdikci státu, jehož není státním příslušníkem;
- itinerant worker označuje migrujícího pracovníka, který má obvyklé bydliště v jednom státě a vzhledem k povaze svého povolání musí krátkodobě cestovat do jiného státu nebo států;
- project-tied worker označuje migrujícího pracovníka přijatého do státu zaměstnání na určitou dobu, aby pracoval výhradně na konkrétním projektu, který v tomto státě realizuje jeho zaměstnavatel;
- specified-employment worker označuje migrujícího pracovníka: 1. který byl svým zaměstnavatelem vyslán na omezenou a stanovenou dobu do státu zaměstnání, aby zde plnil konkrétní úkol nebo povinnost, nebo 2. který vykonává po omezenou a stanovenou dobu práci, která vyžaduje odborné, obchodní, technické nebo jiné vysoce specializované dovednosti; nebo 3. který na žádost svého zaměstnavatele ve státě zaměstnání vykonává po omezenou a stanovenou dobu práci, jejíž povaha je přechodná nebo krátkodobá, a který je povinen opustit stát zaměstnání buď po uplynutí povolené doby pobytu, nebo dříve, pokud již nevykonává tento konkrétní úkol nebo povinnost nebo nevykonává tuto práci;
- self-employed worker se vztahuje na migrujícího pracovníka, který vykonává výdělečnou činnost jinak než na základě pracovní smlouvy a který si touto činností vydělává na živobytí, přičemž obvykle pracuje sám nebo společně se svými rodinnými příslušníky, a na jakéhokoli jiného migrujícího pracovníka, který je uznán za samostatně výdělečně činného podle platných právních předpisů státu zaměstnání nebo dvoustranných či mnohostranných dohod.[4]

Úmluva se nevztahuje na migranty, pro které je důvod migrace jiný než zaměstnání nebo jiná pracovní činnost, mj. uprchlíky, osoby bez státní příslušnosti, studenty.

## Ustanovení
Úmluva rozlišuje postavení jednotlivých kategorií pracovníků. Většina práv se vztahuje i na rodinné příslušníky migrujících pracovníků. Úmluva přiznává všem migrujícím pracovníkům práva občanská, politická, hospodářská, kulturní a sociální. Zakazuje diskriminaci migrujících pracovníků a jejich rodinných příslušníků.
Práva, která Úmluva zaručuje lze rozdělit na již obsažená v základních úmluvách OSN a práva přiznána pouze Úmluvou.
K první kategorii podle Hany Lupáčové patří:
- Právo na svobodu a osobní bezpečnost, které je v migračním kontextu uzpůsobeno podmínkám detence (zachování důstojnosti, povinnost státu respektovat kulturní identitu).
- Zákaz retroaktivity při posuzování trestných činů či ukládání trestů nařizující přihlížení k pobytovému statusu daného migrujícího pracovníka (povolení k pobytu, pracovní povolení) a zohlednění humanitárního hlediska.
- Zákaz porušování pracovních podmínek zneužívajících závislého postavení migrujících pracovníků (omezování svobody pohybu, neúměrně dlouhá pracovní doba, nedostatek odpočinku, vykořisťování). Úmluva doporučuje sepisování smluv v jazyce, kterému daný pracovník rozumí.
- Právo migrujících pracovníků uplatnit své požadavky vůči zaměstnavatelům také v případě neoprávněného pobytu či zaměstnaní.
- Právo na sociální zabezpečení.
- Právo na vzdělání bez ohledu na oprávněnost pobytu rodičů či dítěte.
- Právo na neodkladnou zdravotní péči ve stejné míře, jako mají občané daného státu, a to také v případě neoprávněného pobytu čí zaměstnání.

Do druhé kategorie patří:
- Právo obdržet rozhodnutí o vyhoštění v jazyce, jemuž daný migrující pracovník rozumí. Rozhodnutí by mělo být vydáno písemně a obsahovat odůvodnění. Úmluva zaručuje právo na odvolání.
- Povinnost cílové země na  žádost migranta informovat o zadržení konzulární či diplomatické úřady státu původu migranta či státu, který zastupuje zájmy státu původu a právo migranta na komunikaci s nimi (čl. 16 Úmluvy).
- Zákaz konfiskace či poškozování osobních dokladů migrantů (čl. 21 Úmluvy).

Některá práva Úmluva přiznává také migrantům bez dokladů (část III Úmluvy). Články 8-24 zakotvují soubor občanských a politických práv, z nichž mnohá jsou přímo převzata z jiných právních norem a spadají do kategorie lidských práv a základních svobod. Jedná se o právo na život; na soukromí; na svobodu projevu; na svobodu svědomí; zákaz mučení, otroctví nebo  svévolného zatýkání a zadržování; právo na rovnost před zákonem, právo na konzulární ochranu.
Čl. 22 odst. 1 zakazuje kolektivní vyhoštění: každé rozhodnutí o vyhoštění migranta musí být přijato individuálně. Článek 22 má širší působnost než ostatní mezinárodní úmluvy (např. článek 13 Mezinárodního paktu o občanských a politických právech), která omezují uplatňování procesních záruk proti vyhoštění na legálně pobývající migranty.
Problematické v očích cílových států můžou být články 25 až 35, jelikož výslovně přiznávají všem migrantům bez rozdílů řadu hospodářských a sociálních práv, jako je právo na stejnou odměnu jako státní příslušníci, právo na členství v odborech, právo na zaměstnání, právo na neodkladnou lékařskou péči, na vzdělání pro děti, na respektování kulturních zvyklostí a kulturních tradic.
Část IV obsahuje práva, která Úmluva přiznává pouze migrujícím pracovníkům, kteří jsou legálně zaměstnaní a legálně pobývají na území členského státu Evropské unie. Patří mezi ně svoboda pohybu na území a volba místa pobytu;  právo zakládat sdružení a odborové organizace; právo účastnit se veřejného života a volit a být volen ve volbách ve státě původu. Úmluva dále upravuje přístup ke vzdělávacím institucím, odbornému poradenství, systémům sociálního bydlení, sociálním a zdravotním službám („za předpokladu, že jsou splněny požadavky pro účast v příslušných systémech“); respektování rodinné jednotky, čímž se rozumí nutnost přijetí cílovými státy opatření usnadňujících sloučení migrujících pracovníků s jejich manželi/manželkami a nezletilými nezaopatřenými dětmi.
Mezi sporná ustanovení této části úmluvy patří článek 51, který stanoví, že ukončení pracovního poměru před uplynutím platnosti povolení k pobytu za účelem zaměstnaní, nemá být vnímán jako migrant pobývající na území neoprávněně.

## Ratifikace
Česká republika smlouvu dosud neratifikovala. Neratifikoval ji ani žádný jiný členský stát Evropské unie.
Evropská unie nemá sjednocený postoj k ratifikaci Úmluvy. Hlavní kontroverzi je přiznání větších pracovních práv migrujícím pracovníkům s neoprávněným pobytem, které kritizoval mj. tehdejší viceprezident Evropské komise Franco Frattini v roce 2007. Dále většina základních práv, i když ne vždy ve stejném rozsahu, je migrujícím pracovníkům přiznána na základě jiných úmluv, mezinárodních a vnitrostátních právních předpisů.
Jiný postoj zaujal Evropský parlament, který v roce 2009 přijal usnesení v němž vyzval členské státy, aby ratifikovaly Úmluvu o migrujících pracovnících a upozornil je na skutečnost, že většina lidí, kteří pracují nebo pobývají na území Evropské unie neoprávněně, vykonávají práci, která je pro Evropu a její pracovní trhy nezbytná. Dále vyzývá orgány EU a členské státy, aby přestaly používat termín nelegální migranti a místo něj doporučuje pojem migranti bez dokladů.
Kdyby se Česká republika rozhodla Úmluvu ratifikovat, musela by zvážit změnu stávajícího systému úhrad nákladů pobytu v detenci a vyhoštění. Je také otázkou, zda splňuje požadavky na rovný přístup k sociálnímu zabezpečení pro všechny cizince bez ohledu na typ pobytu.

## Smluvní státy
| Stát                           | Status       |
| ------------------------------ | ------------ |
| Albánie                        | Ratifikováno |
| Alžírsko                       | Ratifikováno |
| Argentina                      | Ratifikováno |
| Arménie                        | Podepsáno    |
| Ázerbájdžán                    | Ratifikováno |
| Bangladéš                      | Ratifikováno |
| Belize                         | Ratifikováno |
| Benin                          | Ratifikováno |
| Bolívie                        | Ratifikováno |
| Bosna a Hercegovina            | Ratifikováno |
| Burkina Faso                   | Ratifikováno |
| Kapverdy                       | Ratifikováno |
| Kambodža                       | Podepsáno    |
| Kamerun                        | Podepsáno    |
| Čad                            | Podepsáno    |
| Chile                          | Ratifikováno |
| Kolumbie                       | Ratifikováno |
| Komory                         | Podepáno     |
| Konžská demokratická republika | Ratifikováno |
| Pobřeží slonoviny              | Ratifikováno |
| Ekvádor                        | Ratifikováno |
| Egypt                          | Ratifikováno |
| Salvador                       | Ratifikováno |
| Fidži                          | Ratifikováno |
| Gabon                          | Podepsáno    |
| Ghana                          | Ratifikováno |
| Guatemala                      | Ratifikováno |
| Guinea                         | Ratifikováno |
| Guinea-Bissau                  | Podepsáno    |
| Guyana                         | Ratifikováno |
| Haiti                          | Podepsáno    |
| Honduras                       | Ratifikováno |
| Indonésie                      | Ratifikováno |
| Jamajka                        | Ratifikováno |
| Kyrgyzstán                     | Ratifikováno |
| Lesotho                        | Ratifikováno |
| Libérie                        | Podepsáno    |
| Libye                          | Ratifikováno |
| Madagaskar                     | Ratifikováno |
| Malawi                         | Ratifikováno |
| Mali                           | Ratifikováno |
| Mauritánie                     | Ratifikováno |
| Mexiko                         | Ratifikováno |
| Černá Hora                     | Podepsáno    |
| Maroko                         | Ratifikováno |
| Mosambik                       | Ratifikováno |
| Nikaragua                      | Ratifikováno |
| Niger                          | Ratifikováno |
| Nigérie                        | Ratifikováno |
| Palau                          | Podepsáno    |
| Paraguay                       | Ratifikováno |
| Filipíny                       | Ratifikováno |
| Rwanda                         | Ratifikováno |
| Svatý Tomáš a Princův ostrov   | Ratifikováno |
| Senegal                        | Ratifikováno |
| Srbsko                         | Podepsáno    |
| Seychely                       | Ratifikováno |
| Sierra Leone                   | Podepsáno    |
| Srí Lanka                      | Ratifikováno |
| Svatý Vincenc a Grenadiny      | Ratifikováno |
| Sýrie                          | Ratifikováno |
| Tádžikistán                    | Ratifikováno |
| Východní Timor                 | Ratifikováno |
| Togo                           | Podepsáno    |
| Turecko                        | Ratifikováno |
| Uganda                         | Ratifikováno |
| Uruguay                        | Ratifikováno |
| Venezuela                      | Ratifikováno |

## Kontrolní mechanismus
Plnění závazků smluvních států vyplývajících z Úmluvy kontroluje Výbor pro ochranu práv všech migrujících pracovníků a jejich rodinných příslušníků (Committee on the Protection of the Rights of All Migrant Workers and Members of Their Families). Státy, které jsou smluvní stranou úmluvy, pravidelně podávají zprávy o opatřeních, která přijaly, aby lépe plnily ustanovení úmluvy.
Každý smluvní stát musí výboru předložit první zprávu během prvního roku po ratifikaci. Další zprávy se předkládají jednou za pět let.